# БМ-40А (ОК-550)
БМ-40А и ОК-550 — два типа ядерных реакторов на промежуточных нейтронах с жидкометаллическом теплоносителем свинец-висмут, устанавливавшиеся на советских атомных подводных лодках проекта 705 «Лира». Всего было построено девять реакторов — четыре проекта БМ-40А, и пять проекта ОК-550. Ни один реактор этих типов не подвергался перезарядке, и исчерпание их ресурса во многом стало причиной окончания службы АПЛ проектов 705 и 705К. Кроме реакторов на лодках, один реактор, аналогичный ОК-550, был построен в виде испытательного стенда КМ-1 в НИТИ.

## История
Реакторы лодок проекта 705 не были первыми жидкометаллическими на советском подводном флоте. Первый ЖМТ реактор на сплаве свинец-висмут был установлен на лодке К-27 (1962 год) При его эксплуатации были выявлены проблемы шлакообразования в теплоносителе, что приводило к образованию пробок в трубопроводах, выходу реактора из строя и, в итоге, — к списанию лодки. При проектировании последующих реакторов проблема образования шлаков и борьбы с их накоплением была решена.
В связи со сложностью задачи, конструкторские работы независимо вели два КБ — ОКБ «Гидропресс» (разработал установку БМ-40А) и ОКБМ (создали ОК-550).
Оба варианта были смонтированы на лодках:
БМ-40А «Гидропресса» устанавливались на трех лодках проекта 705К, построенных в Северодвинске;
ОК-550 устанавливались на четырех лодках проекта 705, построенных в Ленинграде.
Головной лодкой была ленинградская К-64 с реакторной установкой ОК-550. Практически сразу (в течение полугода) реактор головной лодки был потерян по причине необратимого застывания теплоносителя в трубках парогенератора. Лодка была утилизирована, реакторы последующих серийных лодок были доработаны с целью предотвратить остывание теплоносителя. Тем не менее борьба за живучесть реактора сильно осложнила службу лодок и стала одной из причин их раннего списания.
После аварии реакторный отсек АПЛ К-123 с реактором БМ-40А был заменён на новый, взятый с ленинградской недостроенной ПЛ «заводской номер 920» и предполагавший установку реактора ОК-550. 

## Конструкция
БМ-40А изделие подольского ОКБ «Гидропресс» и Физико-энергетического института блочной двухпетлевой установкой с двумя циркуляционными насосами, а ОК-550 — изделие ОКБМ имени И. И. Африкантова, тоже блочное, но с разветвленным первым контуром и тремя циркуляционными насосами. БМ-40А был менее шумным, так как не крепился жестко к корпусу как ОК-550, а монтировался на амортизационном фундаменте.
Версия ОК-550 была выполнена как блочная с разветвлёнными коммуникациями 1-го контура с тремя петлями теплоносителя: три паропровода, три циркуляционных насоса, три парогенератора. Cмонтирована на обычном фундаменте балочного типа.
Версия БМ-40А — блочная; двухпетлевая: два паропровода, два циркуляционных насоса, два парогенератора. Использовалась ЯППУ аналогичная АПЛ проекта 645. Турбозубчатый агрегат последней монтировался на фундаменте с новой системой амортизации, наиболее шумное оборудование устанавливалось на пневматических амортизаторах. Одновальная паротурбинная установка (ПТУ) — блочный главный турбозубчатый агрегат (ГТЗА).
Паротурбинная установка была впервые в советской практике смонтирована в виде единого блока.

### Технические характеристики
| Характеристика                    |                        |
| --------------------------------- | ---------------------- |
| Мощность                          | 155 МВт                |
| Отражатель нейтронов              | Бериллиевый            |
| Топливо                           | Высокообогащенный уран |
| Теплоноситель                     | сплав висмута и свинца |
| Температура кипения теплоносителя | 1679 °С                |

### Преимущества реактора
Преимуществами ЖМТ реактора являлись очень высокая компактность. БМ-40А был легче на 300 тонн относительно классических водяных реакторов, что обеспечило АПЛ «Лира» малые размеры и как следствие феноменальную маневренность — АПЛ требовалось 40 секунд на полный разворот.
Также ЖМТ реакторы, как и все реакторы с промежуточным спектром нейтронов, не страдали родовой болезнью водо-водяных реакторов — изотопным отравлением. За 1 минуту реактор мог выйти на полную мощность, что позволяло АПЛ «Лира» успеть разогнаться для ухода от многих торпед.
Применение жидкого металла в качестве теплоносителя позволяло держать низкое давление в первом контуре, что исключало переопрессовку 1-го контура, тепловой взрыв ядерного реактора и выброс активности наружу.

### Недостатки реактора
Эксплуатация реактора БМ-40А выявила множество научно-технических проблем, что определило сравнительно низкую надежность реактора. В частности, несмотря на одновальную силовую установку, парогенераторы были достаточно шумными и демаскировали АПЛ. Хотя потенциально конструкция ЖМТ менее шумная, чем классические реакторы на водяном охлаждении.
Существенная часть аварий реактора была связана с базовым обеспечением подачи пара в систему обогрева теплоносителя первого контура для поддержания его в расплавленном состоянии при заглушенном реакторе. В частности, ЖМТ реакторы небезопасно было полностью заглушать даже на стоянке, так как это могло вызвать затвердевание теплоносителя По этой причине часто при нахождении в базе приходилось поддерживать нужную температуру сплава 1 контура за счет работы реактора на минимальном уровне мощности, что снижало, в свою очередь, ресурс оборудования ППУ и активной зоны реактора.
Одна из задач разработки реактора состояла в устранении закупорки его контура от шлаковых отложений из солей металлов, что являлось проблемой и при эксплуатации АПЛ «Лира». Как решение в реакторах СВБР используются инновационные адгезионные фильтры.
При этом, станция химической очистки контура делает мобильный реактор зависимым от нее и являлась частой причиной нахождения АПЛ «Лира» не на боевом дежурстве, а около станции у пирса.
В других публикациях конструкторы отмечают, что имелись проблемы характерные для использования ЖМТ реакторов на АПЛ как повышенная свинцовая коррозия контура охлаждения, что решается за счет специальной регуляции присутствия кислорода на станции химподготовки контура.